# 1600-talet
1600-talet var ett århundrade inom den västerländska tideräkningen, som varade mellan 1 januari 1600 och 31 december 1699.

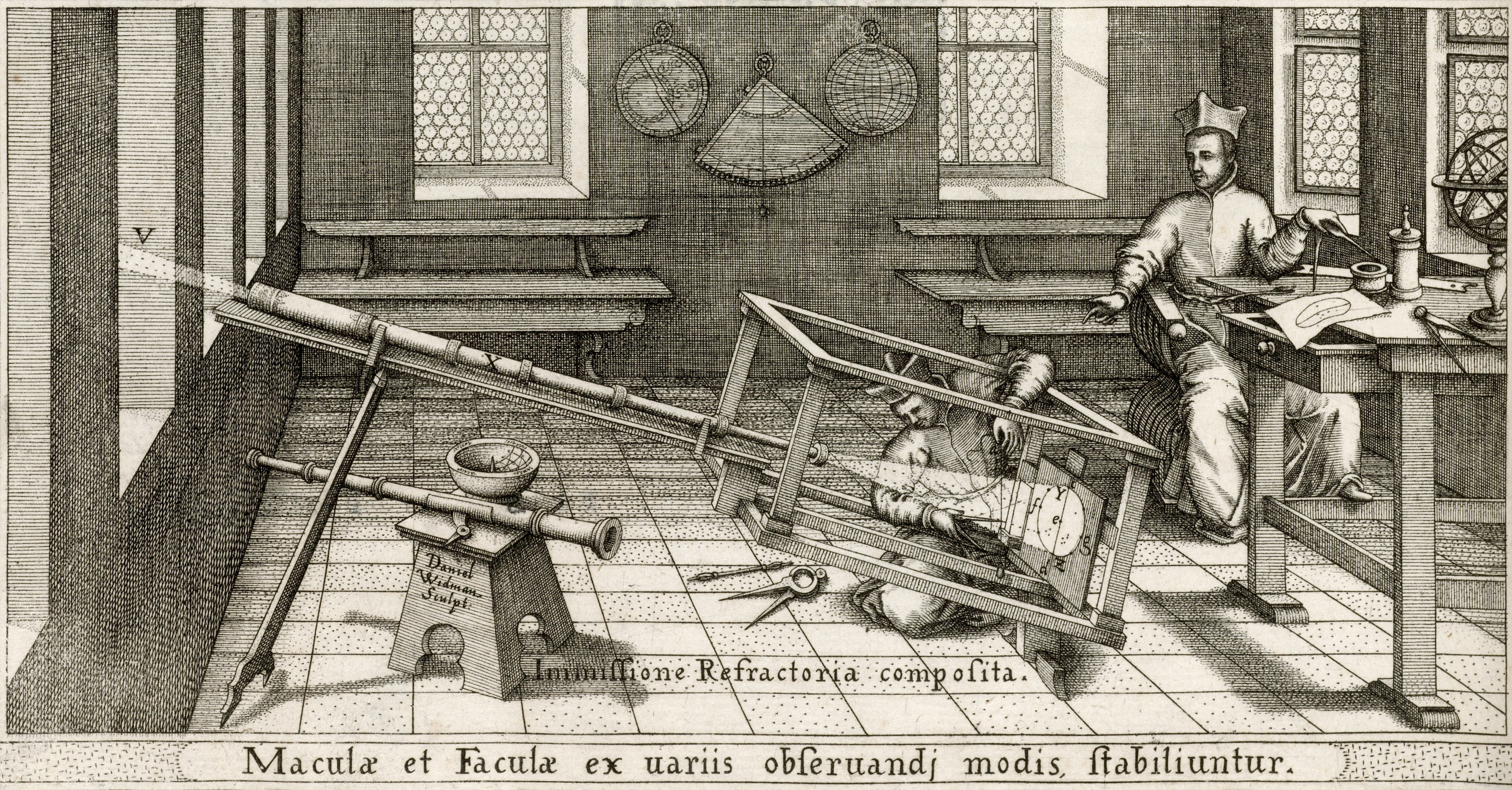
1611 konstruerar Galileo Galilei det astronomiska refraktorteleskopet. Genom iakttagelser gjorda med detta kan han bekräfta att Copernicus heliocentriska världsbild med solen i centrum stämmer. Bilden visar Christoph Scheiner när han upptäcker solfläckar. Illustration ur hans bok Rosa Ursina sive Sol 1630.

## 17:e århundradet
Jämsides med begreppet 1600-tal används även uttrycken 17:e århundradet eller 17:e seklet. Det innebär antingen "tidsperiod med samma århundradesiffra" alternativt "hundraårsperiodensperioden 1601–1700". 1600-talet är i svenskan, i vanligt språkbruk, samma sak som sjuttonde seklet/århundradet, det vill säga åren 1600–1699. I kronologiska sammanhang är dock 17:e århundradet åren 1601–1700.

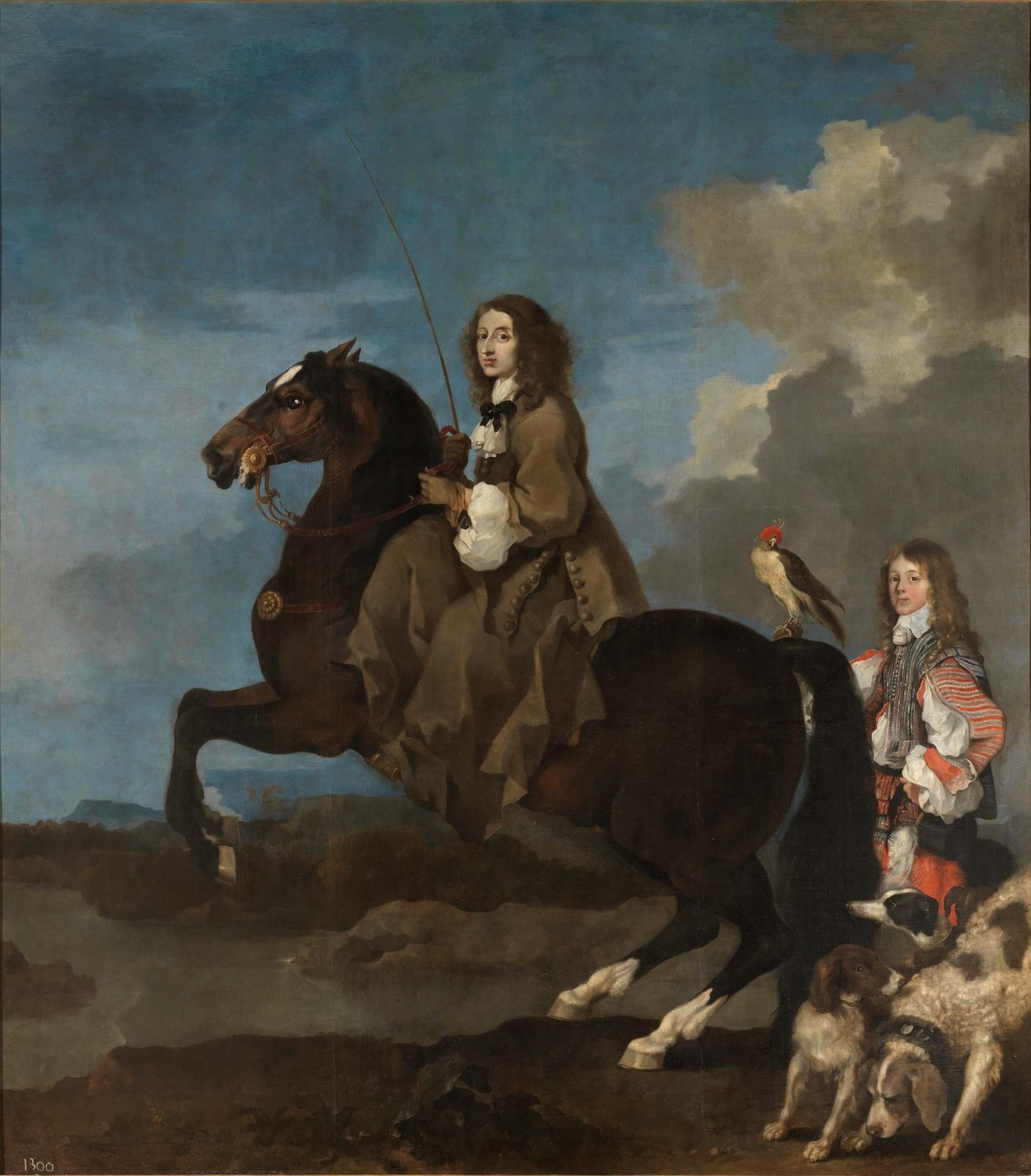
Drottning Kristina, målning av Sébastien Bourdon 1653.

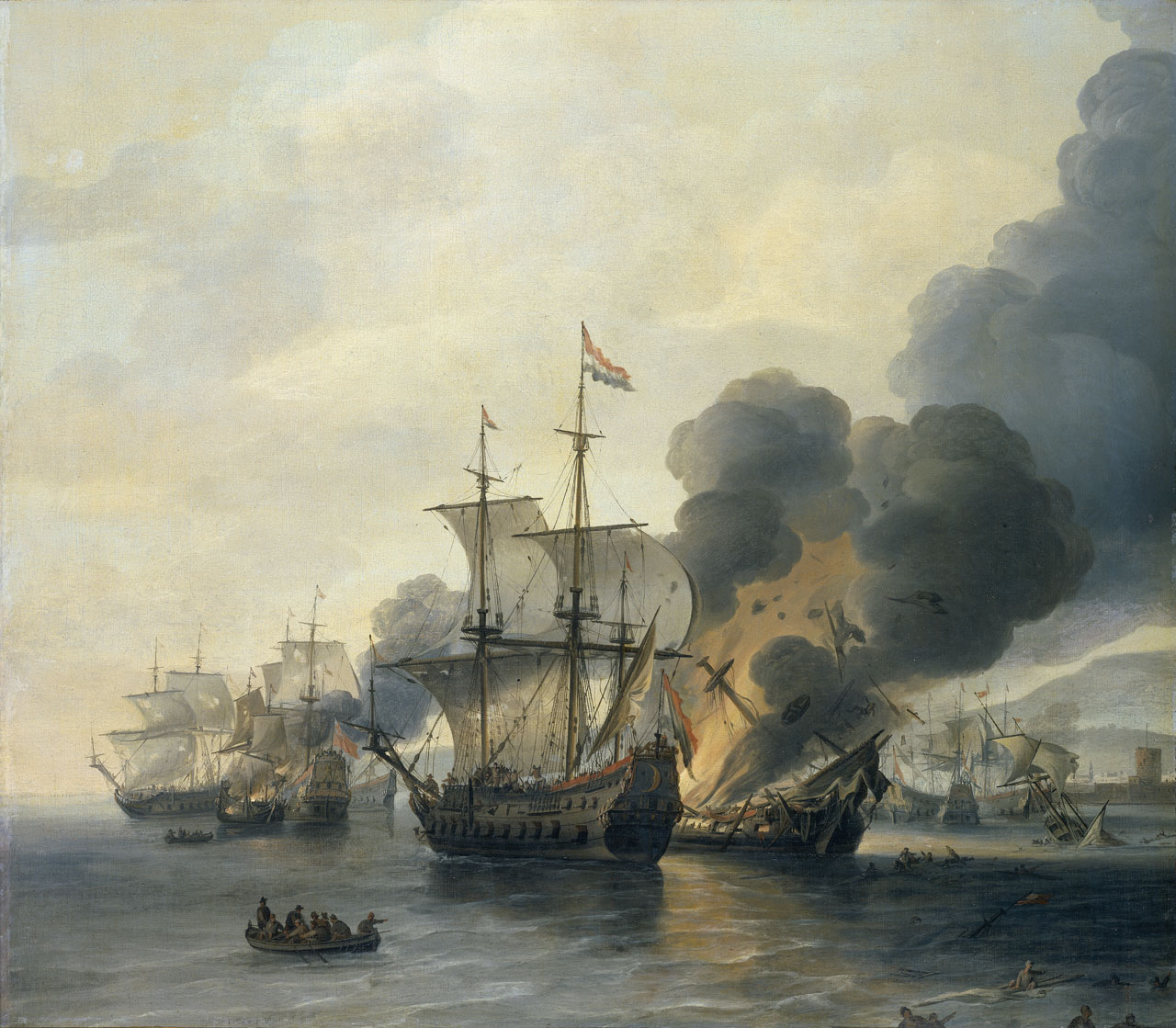
Engelsk–holländska kriget 1653.

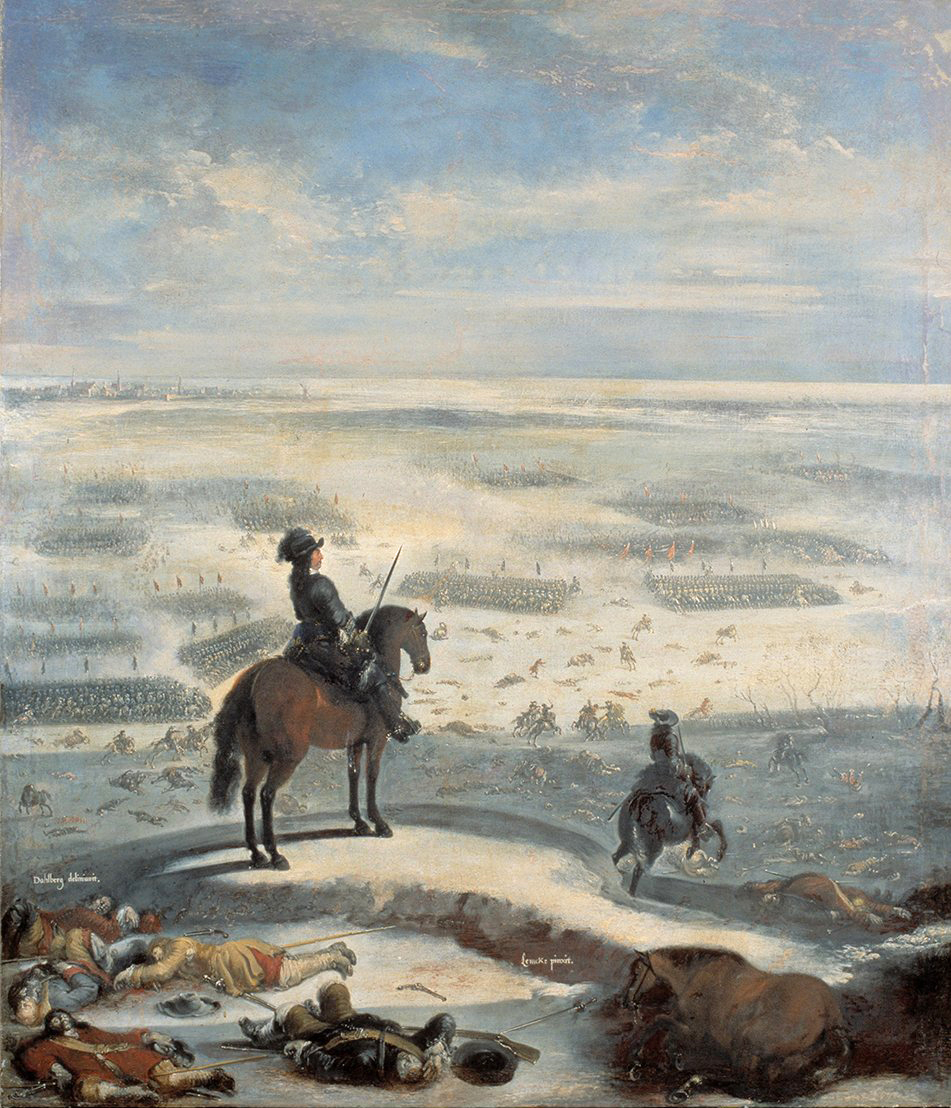
Tåget över Bält, målning av J P Lemke, ca 1685.

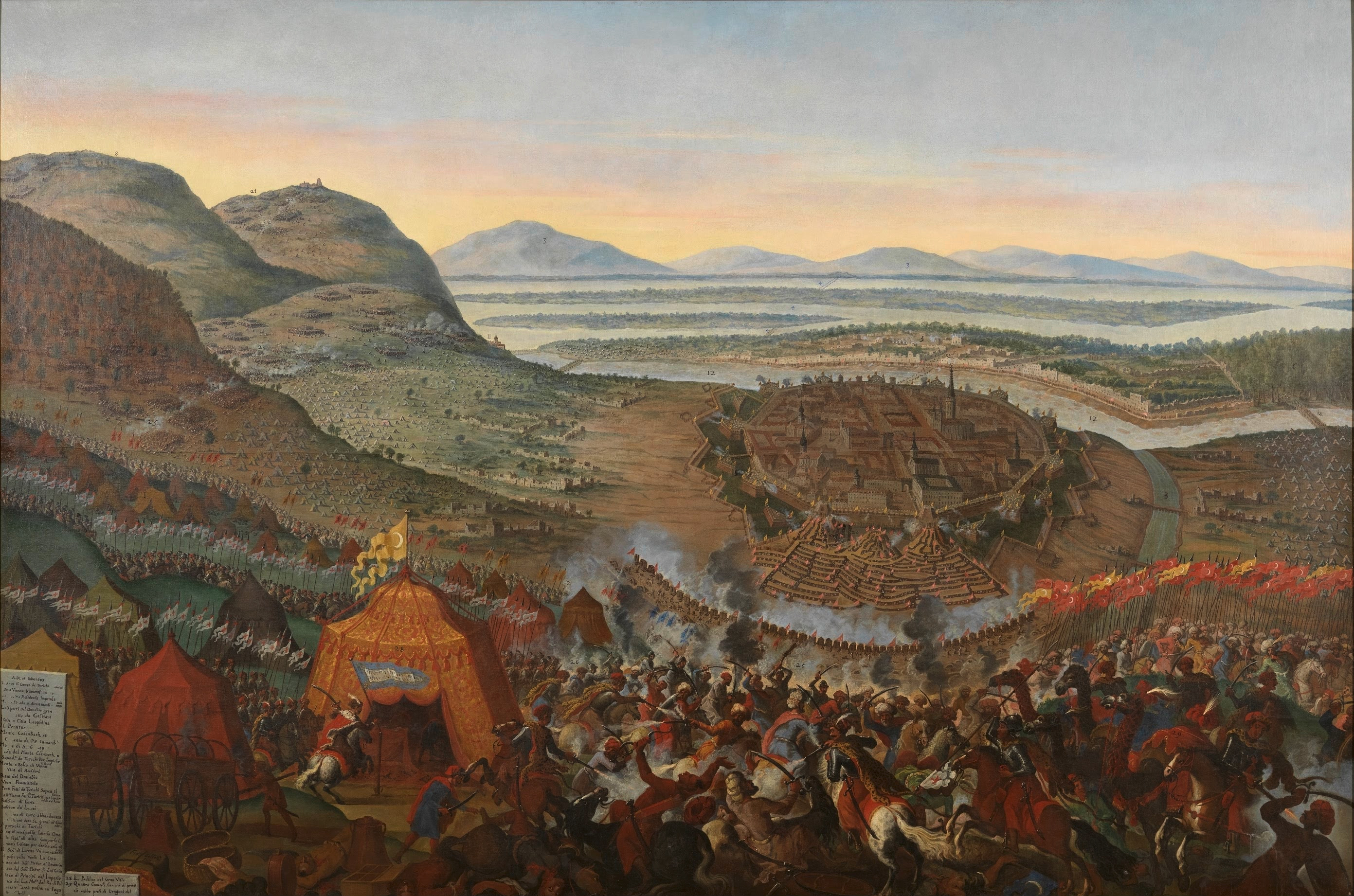
Wien belägras av turkarna 1683.

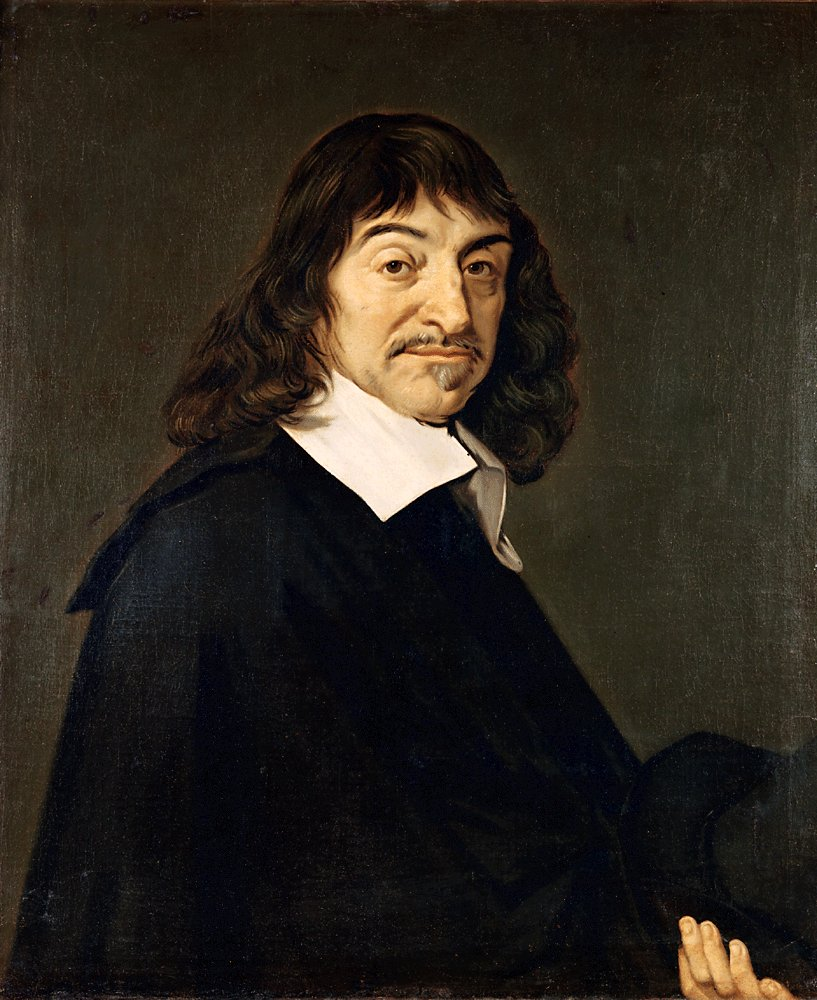
Descartes, målning av Frans Hals 1649.

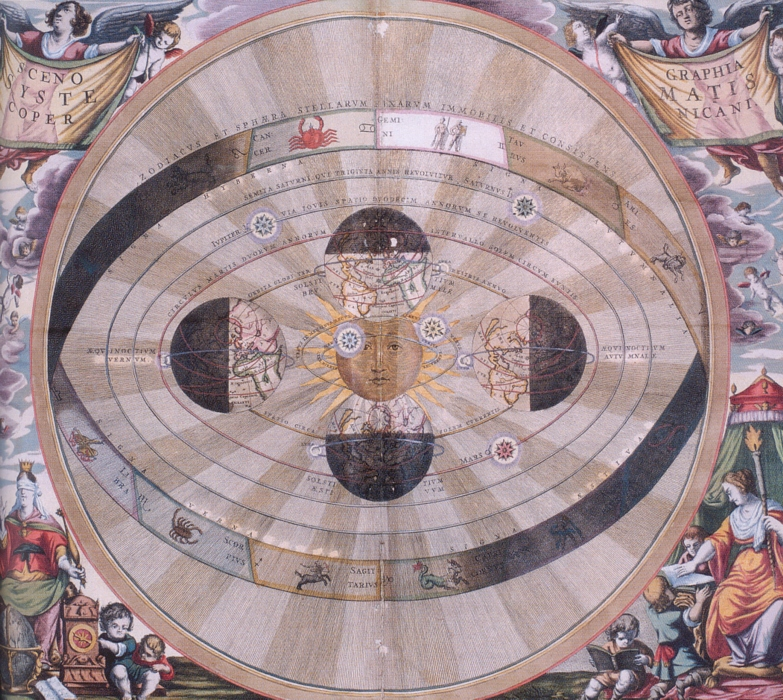
Heliocentrisk världsbild 1660.

Newtons vagga.

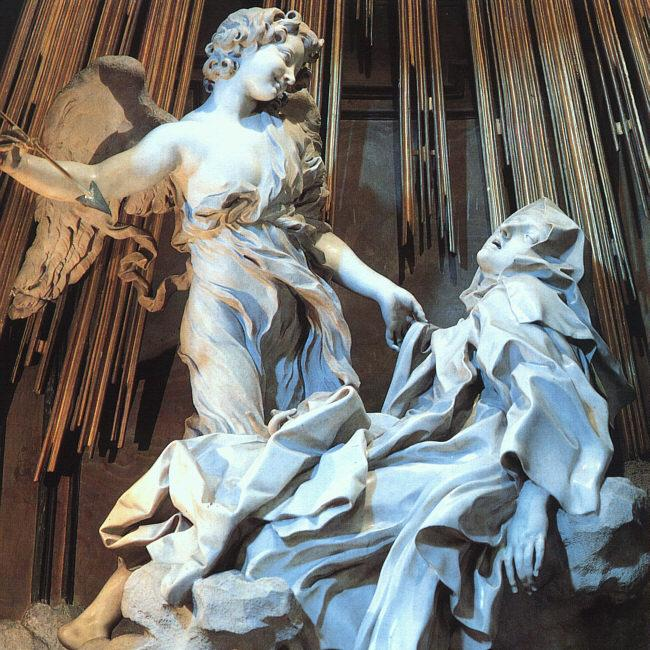
Heliga Teresa av Bernini 1652.

Anatomilektionen av Rembrandt 1632.

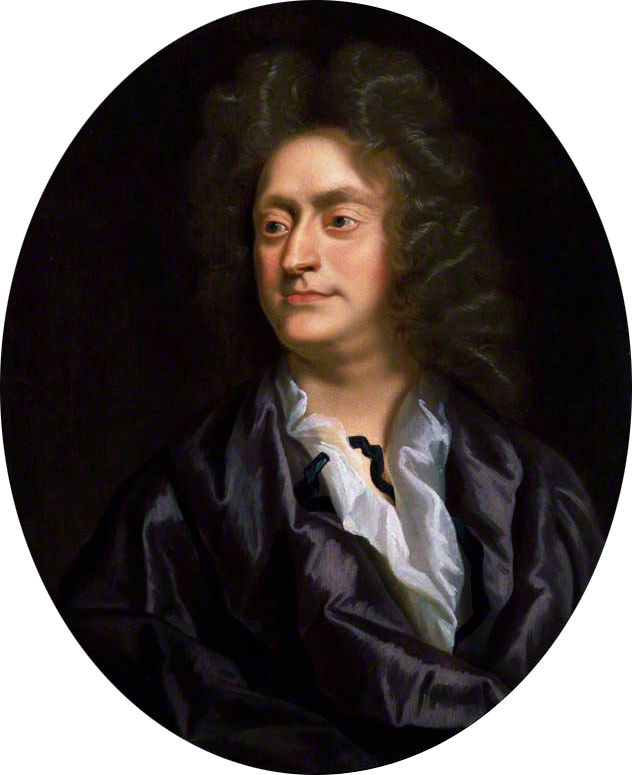
Purcell 1695.

## Händelser

### Krig och politik
Under 1600-talet har Sverige Fred endast 34 år av seklet.
- 1602 – Holländska Ostindiska Kompaniet grundas. Vid denna tid inleds Hollands guldålder som varar hela seklet.
- 1613 – Den stora oredans tid är över i Ryssland och släkten Romanov tillträder tronen. De kommer att härska över Ryssland i över 300 år, fram till 1917.
- 1618–1648 – Motsättningarna mellan protestantisk och romersk-katolsk kristendom kulminerar med att Trettioåriga kriget utkämpas i Europa.
- 1624 – Kardinal Richelieu blir den franske kungen Ludvig XII:s försteminister (motsvarande dagens premiär- eller statsminister).
- 1625 – Nieuw-Amsterdam, sedermera New York, grundas av Holländska Ostindiska Kompaniet.
- 1628 – Regalskeppet Vasa förliser strax utanför Beckholmen i Stockholm.
- 1632 – Gustav II Adolf stupar i slaget vid Lützen. Kristina blir drottning av Sverige.
- 1639–1651 – Wars of the Three Kingdoms mellan Skottland, Irland och England utkämpas.
- 1642–1651 – Engelska inbördeskriget utkämpas och Oliver Cromwell utropar republiken Commonwealth of England samt låter halshugga kungen Karl I 1649.
- 1642 – Kardinal Jules Mazarin efterträder Richelieu som Ludvig XIII:s och sedermera Ludvig XIV:s försteminister.
- 1644 – Manchuerna invaderar Kina vilket blir slutet på Mingdynastin. Den efterföljande manchudynastin Qing regerar till 1911.
- 1648 – Westfaliska freden avslutar trettioåriga kriget.
- 1652 – Kapstaden i Sydafrika grundas av Holländska Ostindiska Kompaniet.
- 1652–1654 – Det första engelsk-holländska kriget utkämpas och blir ett av flera krig mellan England och Holland under seklet. Krigen gäller kontrollen över haven, handeln och kolonierna.
- 1654 – Drottning Kristina abdikerar och Karl X Gustav blir Sveriges kung. Kristina konverterar senare under året till katolicismen.
- 1658 – Karl X Gustav tågar med sina trupper över de danska Bälten under kriget med Danmark. En månad senare undertecknas freden i Roskilde, där Sverige erövrar stora landområden från Danmark.
- 1664 – Habsburgska riket och Osmanska riket sluter freden i Vasvár och fredsfördraget håller i nästan tjugo år.
- 1664 – Engelsmännen intar Nieuw-Amsterdam och ger staden namnet New York.
- 1667–1668 – Det första fransk-nederländska kriget utkämpas.
- 1668–1676 – Häxprocesserna når sin kulmen i Sverige. Under dessa år bränns mer än 300 kvinnor och män på bål som häxor (dömda för häxeri). Svenska kyrkan präglas av luthersk ortodoxi och allt starkare band till statsmakten.
- 1667–1699 – Det Stora turkiska kriget utkämpas då Europas makter krigar mot Osmanska riket. 1683 bildar det Tysk-Romerska riket, Republiken Venedig, Polen-Litauen och Ryssland alliansen Heliga ligan som kämpar mot turkarna.
- 1676 – Svenskarna besegrar danskarna i slaget vid Lund, som blir Nordens blodigaste slag.
- 1683 – Slaget vid Wien blir en vändpunkt i den 300-åriga maktkampen mellan det Habsburgska väldet och Osmanska riket.
- 1688–1697 – Pfalziska tronföljdskriget utkämpas mellan å ena sidan Frankrike och den augsburgska ligan bestående av Nederländerna, England, Tysk-romerska riket, Spanien, Sverige och Savojen å den andra.
- 1697 – Slottet Tre kronor i Stockholm brinner upp en månad efter att Karl XI har avlidit och Karl XII har blivit svensk kung.[3]